# Jorge Sarria
Jorge Sarria Goicoechea  var en peruviansk fægter som deltog i de olympiske lege 1948 i den individuelle konkurrence i sabel.